# Prince Charming
«Prince Charming» es la décima canción del álbum ReLoad de Metallica, esta canción está principalmente escrita por James Hetfield. Es una de las pocas canciones en el álbum que conservan un estilo Heavy metal.

## Significado
La canción está inspirada en la relación de James Hetfield con su madre, y trata sobre cómo una madre se ciega pensando que su hijo es un santo, cuando él quiere demostrar que es un chico rudo.

## Créditos
- James Hetfield: voz, guitarra rítmica
- Kirk Hammett: guitarra líder
- Jason Newsted: bajo eléctrico
- Lars Ulrich: batería, percusión

- Datos: Q6086549